# Saint-Germain-de-Prinçay
Saint-Germain-de-Prinçay es una comuna francesa situada en el departamento de Vendée, en la región de Países del Loira.

## Demografía
| 933 | 911 | 965 | 1202 | 1388 | 1368 | 1606 |
| Para los censos de 1962 a 1999 la población legal corresponde a la población sin duplicidades (Fuente: INSEE [Consultar]) |     |     |      |      |      |      |